# Cayaponia palmata
Cayaponia palmata är en gurkväxtart som beskrevs av Célestin Alfred Cogniaux. Cayaponia palmata ingår i släktet Cayaponia och familjen gurkväxter. Inga underarter finns listade i Catalogue of Life.